# 趙忠
趙 忠（ちょう ちゅう、? - 189年）は、中国後漢末期の宦官。冀州安平郡の人。弟は趙延。従兄弟は趙苞。霊帝時代に権勢を振るい、霊帝に「我が母」とまで言われ寵愛された。

## 生涯
若い頃、張譲とともに給事中の地位にあった。桓帝の時代に小黄門となる。宦官の単超たちが梁冀誅殺の功績で列侯に封ぜられると、それに伴い趙忠も都郷侯になり、中常侍に任命された。167年、故郷で父の葬儀を催したとき、あまりにも華美にしたため冀州刺史の朱穆に咎められ、父の墓を暴かれた上で副葬品を没収された。このため趙忠は怒り、桓帝に讒言して朱穆を免職させた。
霊帝時代には、曹節・王甫・侯覧達と共に権勢を振るい、党錮の禁による政争を勝ち抜き、党人達を弾圧した。172年、先に殺害された竇武に連座し、幽閉されていた竇太后が死去したとき、宦官達を中心に貴人としての礼で葬るべきという意見が出た。趙忠はその会議の議長役を務め、宦官の横暴に抵抗しようとする李咸や陳球と論戦した。結局、霊帝は李咸達の意見を採用した（陳球伝）。
この頃、袁紹が三公の招聘も受けず、野にあって名士達と友誼を結んでいた。趙忠はこのことを聞くと、警戒するよう他の宦官達に語った（「袁紹伝」）。
181年、曹節が死去すると大長秋となった。趙忠や張譲達12名の宦官は中常侍に任命され、十常侍というグループを形成した。皆が列侯となり、一族を各地の地方官に任命し私腹を肥やした。
184年、黄巾の乱が起こった。郎中の張鈞は、乱の原因は十常侍たちが私腹を肥やしていることにあるとして、趙忠達を斬るべきだと弾劾した。しかし趙忠達が官を辞して、獄に出頭し家財を売り払い軍費に充てると、霊帝は趙忠達を官に復帰させ逆に張鈞を逮捕してしまった。また同じ宦官の呂強が、霊帝に左右の貪濁なる者を誅すべきと上奏すると、趙忠は夏惲と共に呂強を中傷し自殺に追い込んだ。
皇甫嵩は黄巾討伐で冀州にいたとき、趙忠が規定に反する豪華な邸宅を所有していたことを知ったため、これを上奏し没収させた。また、趙忠から賄賂を要求されたがこれも拒絶した。このため趙忠は、同じく皇甫嵩に恨みのあった張譲と共に霊帝に讒言し、免職に追い込んだ。後任の車騎将軍に任命されたが、すぐに辞任している。
185年、宮殿が火災に遭った。その修繕のため、趙忠達は地方から税を徴取させたが、着服して私腹を肥やしたため、宮殿の再建は次の年になっても完了せず、地方官や民の恨みを買った。
189年、霊帝が崩御し劉弁が即位すると、外戚の何氏と董氏が対立した。趙忠は宋典と共に、董氏派の蹇碩から何進の誅殺を相談された。しかし趙忠達は土壇場で寝返り、郭勝を通じて計画を何進側に漏らし、蹇碩を死に追いやった。一方で、何進が袁紹らと宦官誅滅を画策しているのを知ると、趙忠達は何太后や何苗を取り込み抵抗した。さらに、何進が地方の軍権を握る董卓・丁原に召集をかけたことを知ると、何進を誘き出して殺し、偽の詔勅でもって自分達の息のかかった人物で中央の軍権を掌握しようとした。そのことを知った袁紹達は逆に宦官側の人物を罠にかけて殺害し、続いて呉匡・袁術と共に宮中に乱入し宦官を皆殺しにした。こうして、趙忠は他の多くの宦官達と共に、敢えなく殺されてしまった。
191年、冀州の邸宅は袁紹に冀州牧の地位を譲った韓馥が居住したという。196年、洛陽の邸宅も長安から脱出した献帝が仮の住まいとした。

## 参考資料
- 後漢書/卷78（中国語版ウィキソース）